# Justin Bieber’s Believe
Justin Bieber’s Believe ist ein US-amerikanischer autobiografischer Konzertfilm aus dem Jahr 2013. Er ist die Fortsetzung des Filmes Justin Bieber: Never Say Never aus dem Jahr 2011.

## Handlung
Die Fortsetzung zu Biebers erstem Film Never Say Never zeigt den 19 Jahre alten Justin Bieber. Der Film beantwortet offene Fragen über seine Leidenschaft zur Musik, Beziehungen und das Erwachsenwerden im Rampenlicht. Es sind unveröffentlichte Konzert- und „Behind-the-Scenes“-Aufnahmen zu sehen. Außerdem gibt es Interviews mit Biebers Mutter Pattie Mallette, seinem Mentor Usher, seinem Manager Scooter Braun, dem Künstler Ludacris und anderen.

## Hintergrund
Im Mai 2012 kamen erstmals Gerüchte über eine Fortsetzung auf, als Bieber persönlich eine mögliche Fortsetzung andeutete. Die Dreharbeiten fanden während der Believe-Konzerte am 26. und 27. Januar 2013 in der American Airlines Arena in Miami statt. Zwei Monate später, im März 2013, wurde bekanntgegeben, dass ein Budget von etwa vier bis fünf Millionen US-Dollar für die Produktion bereitgestellt werde. Am 11. Oktober 2013 wurde bestätigt, dass Jon M. Chu wieder die Regie übernehmen werde. Dem von Bieber in einem Trailer auf seinem YouTube-Kanal verbreiteten Hinweis, der Film würde im 3D-Format erscheinen, widersprach Regisseur Chu. Die Premiere des Films fand am 18. Dezember 2013, letzten Endes nicht in 3D, statt.

## Rezeption
Justin Bieber’s Believe erhielt ein eher schlechtes Presseecho, was sich auch in den Auswertungen US-amerikanischer Aggregatoren widerspiegelt. So erfasst Rotten Tomatoes ähnlich viele wohlwollende wie kritische Besprechungen und ordnet den Film dementsprechend als „Gammelig“ ein. Laut Metacritic fallen die Bewertungen im Mittel „Grundsätzlich Ablehnend“ aus.

„Letztlich ist es schwierig, den Film aus einer Nicht-Fan-Perspektive als etwas anderes, als eine Hagiographie zu erkennen – eine Ehrung an Biebers Erfolg und eine schmeichelhafte Darstellung, wie hervorragend er angeblich damit umgegangen ist.“

„Auch wenn der Film nicht all die richtigen Fragen stellt, oder die Antworten, nach denen wir suchen, gibt, ist der Film ein absolut harmloses Werk, das die weiblichen Fans in der ganzen Welt in helle Aufregung versetzen wird und die unterhalten wird, die noch nicht ganz auf den ‚Belieber-Zug‘ aufgesprungen sind.“